# 금남로4가역
금남로4가(하나은행 광주금융)(Geumnamno 4(sa)-ga(Hana Bank) station, 錦南路4街驛)역은 대한민국 광주광역시 동구 금남로4가에 있는 광주 도시철도 1호선의 지하철역이다.소태/녹동행의 경우 이 역부터 문화전당역까지 계속 섬식 승강장이다.

## 특징
광주광역시의 대표적인 번화가인 금남로, 충장로에 위치하고 있기 때문에 광주 도시철도에서 이용객이 가장 많다. 역사 내에 무료 이미용소와 무료 진료소가 있으며, 연결된 지하상가로 문화전당역까지 걸어서 이동 할 수 있다.
역 구내에 광주 도시철도 유실물 센터가 있다.

## 역 구조
1면 2선의 섬식 승강장을 갖춘 지하역이다. 승강장에는 스크린도어가 설치되어 있다.
승강장에서 반대방면 열차로 탑승 할 수 있다.

### 승강장
| 문화전당 ↑  |
| 하상 \|     |
| ↓ 금남로5가 |

| 상행 | ● 광주 도시철도 1호선 | 녹동 방면 |
| 하행 | ● 광주 도시철도 1호선 | 평동 방면 |

## 역 주변
- 충장로 3,4,5가
- 광주세무서
- 광주극장
- 중앙초등학교
- 동부소방서
- 광주우체국 충장로청사 (2010년 8월 9일에 영업과만 남기고 대인동 신청사로 이전하였음)
- kbc 광주방송 (2019년 7월 7일에 광주 남구 서동 사옥을 마감하고 2019년 7월 8일에 광천동 신사옥으로 이전하였음)
- NC웨이브 충장점
- 광주향교
- 중앙대교
- 국민은행 광주지점
- 광주지방노동청
- 금남공원
- 광주공원
- 우리종합금융 광주영업부
- 우리은행 광주지점
- 엔터시네마
- 미래에셋대우 IWC광주
- KDB산업은행 금남로지점
- 영안반점
- 대인치안센터
- 1.2.3서비스공사
- 동구선거관리위원회
- 대인시장
- 원각사
- 광주은행금남로지점
- KB증권 광주지점
- 예술의거리

## 승차량 변동
2006년까지의 양은 홈페이지를 통해 공개된 바는 없다. 광주의 최고 번화가인 금남로와 충장로에 있어 승객이 많다.
| 역 노선 | 승차 인원 | 승차 인원 | 승차 인원 | 승차 인원 | 승차 인원 | 승차 인원 | 승차 인원 | 승차 인원 | 승차 인원 | 승차 인원 | 승차 인원 |
| 역 노선 | 2007년    | 2008년    | 2009년    | 2010년    | 2011년    | 2012년    | 2013년    | 2014년    | 2015년    | 2016년    | 2017년    |
| ------- | --------- | --------- | --------- | --------- | --------- | --------- | --------- | --------- | --------- | --------- | --------- |
| 1호선   | 5101      | 5197      | 5300      | 5395      | 5303      | 5268      | 5193      | 5215      | 5173      | 5192      | 5314      |

## 인접한 역
| 광주 도시철도 1호선    | 광주 도시철도 1호선   | 광주 도시철도 1호선     |
| ---------------------- | --------------------- | ----------------------- |
| 104 문화전당 녹동 방면 | ● 광주 도시철도 1호선 | 106 금남로5가 평동 방면 |